# Drottningholms Barockensemble
Drottningholms Barockensemble är en svensk professionell ensemble som bildades 1971 och spelar på tidstrogna instrument. 
Konsertmästare för ensemblen är violinisterna Nils-Erik Sparf och Stefan Lindvall.
Drottningholms Barockensemble har turnerat i många länder och kontinenter, bland annat i USA, Kina, Australien, Spanien, Tyskland, Frankrike och England. 
Bland ensembler och musiker som samarbetat med orkestern märks  Eric Ericsons Kammarkör, Bachkören, Christopher Hogwood, Andrew Parrott, Lars Ulrik Mortensen, Sigiswald Kuijken, Emmanuelle Haim, Anne Sofie von Otter, Malena Ernman och Emma Kirkby.
Drottningholms Barockensemble har gjort ett 60-tal skivinspelningar för BIS, EMI, Musica Sveciae och Naxos med verk av bland andra Bach, Händel, Telemann och Roman.

## Medlemmar
- Konsertmästare: Nils-Erik Sparf, Stefan Lindvall
- Violin 1: Nils-Erik Sparf, Stefan Lindvall, Sten-Johan Sunding, Erika Lundmark, Elin Gabrielsson, Rebecka Karlsson
- Violin 2: Marit Bergman-Sandklef, Kristina Westfelt
- Viola: Lars Brolin, Karin Dungel, Olof Ander
- Cello: Mime Yamahiro, Malin Sandell, Pelle Hansen
- Violone: Olof Larsson, Yngve Malcus
- Cembalo, orgel: Björn Gäfvert
- Luta, barockgitarr: Anders Ericson, Sven Åberg
- Flöjt: Olle Torssander, Björg Ollén
- Oboe: Ulf Bjurenhed, Kyoko Nakazawa, Bertil Färnlöf
- fagott: Sven Aarflot
- Horn: Hans Larsson
- Trumpet: Urban Eriksson, Mats-Olov Svantesson, Kina Sellergren
- Puka, slagverk: Johnny Rönnlund
- Musikalisk rådgivare: Mattias Lundberg

## Diskografi

### BIS
- 8 Musik för blockflöjt med Clas Pehrsson och Musica Dolce
- 210 Vivaldi, Sammartini, Telemann med Clas Pehrsson, blockflöjt
- 220 Telemann, Quantz, Vivaldi, C.Ph.E. Bach med Clas Pehrsson, Predrag Novovic, Arnold Östman, A-P Johnsson.
- 249 Telemann, Babell, Bach med Penelope Evison (traversflöjt), Clas Pehrsson
- 271 Telemann, Vivaldi med Clas Pehrsson, Michael McCraw (fagott)
- 275 Vivaldi, Le Quattro Stagioni med Nils-Erik Sparf (violin).
- 290 Vivaldi. Music för luta med Jacob Lindberg, Monica Huggett (viola d’amore), Nils-Erik Sparf (violin)
- 322 Händel. Dixit Dominus, Concerto grosso, Ann Sofie von Otter, Hillevi Martinpelto. Bachkören, Anders Öhrwall
- 506 Mozart. Eine kleine Nachtmusik, Divertimento.
- 597/8 Boccherini. Gitarrkvintetter med Jacob Lindberg
- 617 Telemann. Med Clas Pehrsson, Dan Laurin, Penelope Evison
- 635 Vivaldi. Konserter för blockflöjt med Dan Laurin
- 1226 Telemann. Don Quichotte, suites och concertos. Nils-Erik Sparf (violin) Olof Larsson (viola da gamba).
- 1235 Händel. Gloria, Dixit Dominus

### Musica Sveciae
- 404 Roman. Golvin Music
- 410 Roman. Drottningholmsmusiken.
- 413 Roman. Wedding music. Extracts from Funeral music för Fredrik I.
- 418 Roman. Symphonies, Jaap Schröder.
- 416 Kraus. Funeral cantata för Gustav III
- 424 Kraus. Arie e Cantate. Barbara Bonney (sopran), Claes-Håkan Ahnsjö (tenor)
- 425 Gustavian Opera. Thomas Schuback dirigent.
- 903 Music from the Swedish 18th century

### Proprius
- 7761 Barock (Swedish Gramophone-prize 1977) Andrew Dalton, countertenor.
- 7800 Laudate I, Music from Sweden’s age of Greatness och Gustav II Adolf. Anders Eby, dirigent.
- 7805 Henrik Philip Johnsen. Churchmusic för Easter 1757.
- 7860 Laudate II. Music from the Düben-collection in Uppsala.
- 9033 Carissimi, Purcell, Monteverdi.
- 9062 Bach, Purcell. Stockholms Kammarkör. Ander Per Johnsson
- 9070/71 Bach. H-mollmässan. Mikaeli Kammarkör. Anders Eby, dirigent.
- 9911 Händel, Monteverdi, Telemann. Ann Sofie von Otter (mezzosoprano)
- 9920 Roman. Svenska mässan. Bachkören. Anders Öhrwall.

### Caprice
- 1114 Stradella. Extracts from Salome. Anita Soldh (sopran)
- 1130 Agrell. Konserter för cembalo, flöjt och orkester.
- 21465 Roman. Classics för children.
- 22030 I–II Haeffner. Electra (complete Opera) Th. Schuback, cond.

### Gehrmans
- 8402 Bach, Händel, Schütz. Stockholm Bachchoir. A. Öhrwall.

### KMH cd
- 7 S. D. Sandström. Concerto för Treble recorder, Harpsicord och orch.

### EMI
- 7546342 Bach. Motetts. Eric Ericson chamberchoir. E. Ericson, cond.

35493 Music from the time of Queen Kristina.

### Arte Nova
- Händel. Chandos, Te Deum. Vokalsolisten Frankfurt. G. Jeneman, cond.

### Vanguard
- 99047/48 Bach. St. Johan Passion. Eric Ericson Chamberchoir.
- 99053/54 Bach. St. Matthew Passion. Eric Ericson Chamberchoir.
- 99051/52 Bach. Christmas Oratorium. Eric Ericson Chamberchoir
- 99044/45 Bach. Mass in B minor. Eric Ericson Chamberchoir.

### Naxos
- Virituoso. Trumpet concertos vol. I. Niklas Eklund Trumpet.
- Virituoso. Trumpet concertos vol. IV. Niklas Eklund Trumpet.

### Erato
- 71180 Bach. Les Concertos pour Clavecin. (4 discs.)
- 71227 Monteverdi. Les plus beaux madrigaux.

### CBS
- Les Grande Ecurie in co-operation med Drottningholms Barockensemble. Conducted by Jean-Claud Malgoire.
- 76595 Vivaldi. Concertos för blockflöjt. J. C. Veilhan.
- 73708 Lully, Händel, Gervaise.
- 37893 Händel. Tamerlano.
- 79308 Händel. Rinaldo.
- 36943 Monteverdi. Vespro.
- 79314 Rameau. Hippolyte e Aricie.
- 39212 Lully. Te Deum.
- 74094 Vivaldi. Cantatas e Arias. B. Hendricks, P. Esswood, Studer.
- 79325 Händel. Xerxes.
- 76596 Vivaldi. Gloria. Beatus Vir.